# Hervé Bléjean
Hervé Bléjean (ur. 11 grudnia 1963 w Tulonie) – francuski wojskowy, wiceadmirał, od 2020 przewodniczący Sztabu Wojskowego Unii Europejskiej.

## Życiorys
W 1987 został oficerem na eskortowcu „Victor Schœlcher” i został wysłany do Zatoki Perskiej w związku z trwającą tam wojną iracko-irańską. Od 1988 służył na eksperymentalnym stawiaczu min Thétis. W 1991 ukończył w Stanach Zjednoczonych szkolenie dotyczące łączności i następnie spędził dwa lata służąc jako oficer na niszczycielu USS Nicholson.
W 1993 został dowódcą okrętu szkolnego Leopard. Od 1994 do 1996 był adiutantem szefa sztabu Francuskiej Marynarki Wojennej, a w 1996 został oficerem na fregacie Georges Leygues. Od 1998 służył w departamencie szkolenia. W latach 2000–2002 pracował we francuskim Ministerstwie Obrony. Od 2002 dowodził fregatą Vendémiaire, z którą służył podczas operacji Enduring Freedom. W 2005 został awansowany na kapitana marynarki, dwa lata później został dowódcą śmigłowcowca Jeanne d’Arc. Jako dowódca okrętu brał udział w walkach z piratami somalijskimi. 
Od 2009 był zastępcą szefa Biura Wojskowego premiera Francji. W 2013 został awansowany na kontradmirała i przejął dowództwo nad Combined Task Force 150, która brała udział w patrolowaniu wybrzeży Somalii. Był także dowódcą EUNAVFOR Atalanta. Od 2014 był zastępcą dowódcy Francuskiej Marynarki Wojennej odpowiedzialnym za kontakty międzynarodowe. W latach 2015–2016 był zastępcą dowódcy operacji EUNAVFOR MED Sophia na Morzu Śródziemnym. 
W 2016 został zastępcą szefa sztabu Joint Force HQ w Neapolu, od 2017 był dowódcą Allied Maritime Command Northwood. W 2019 został wybrany przewodniczącym Sztabu Wojskowego Unii Europejskiej, stanowisko to objął w maju 2020 roku. Po rozpoczęciu rosyjskiej inwazji na Ukrainę w 2022 roku został mianowany dowódcą misji EUMAM Ukraine. 

## Odznaczenia
- Komandor Legii Honorowej (2020)[5]
- Oficer Legii Honorowej (2014)[5][6]
- Komandor Orderu Narodowego Zasługi (2017)[7]
- Oficer Orderu Narodowego Zasługi (2009)[6][7]
- Order „Za zasługi” III klasy (Ukraina, 2023)[8]